# قوم طبرسرانی

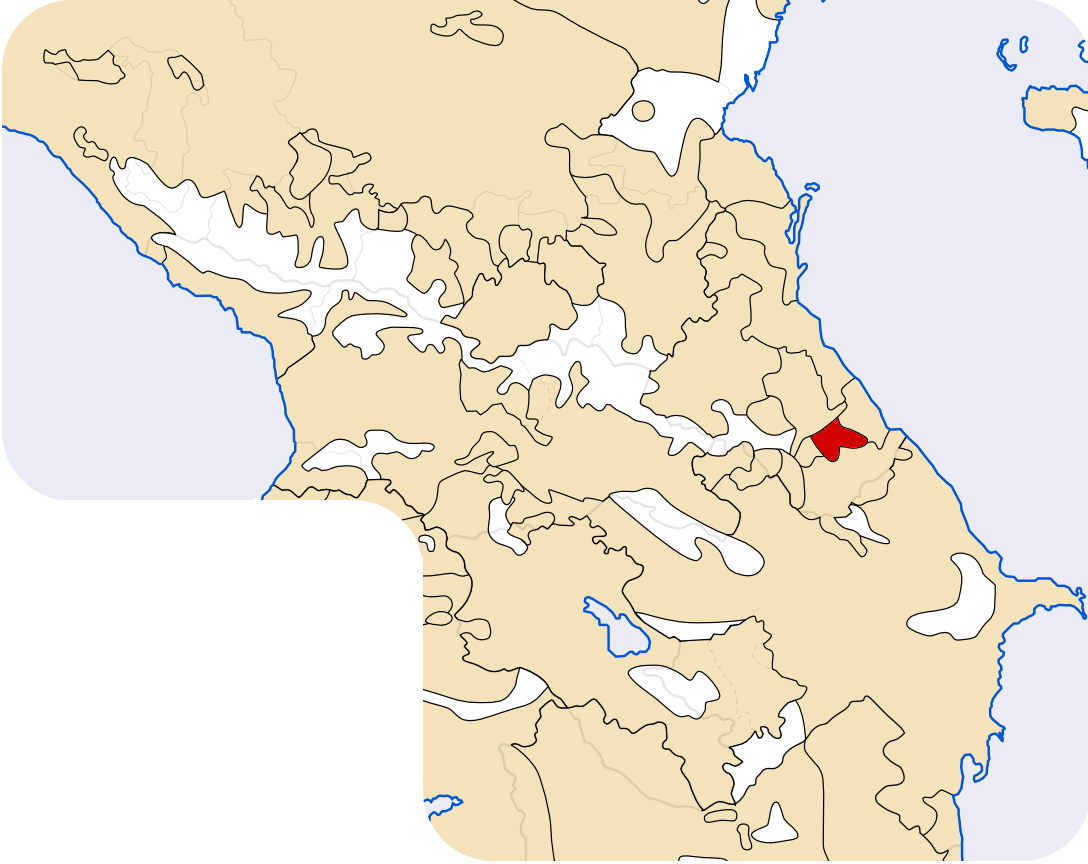
مناطق سکونت مردمان تبرسرانی در روسیه(داغستان)

قوم تَبَرسَرانی (طبرسرانی یا تبسرانی) (به روسی: Табасараны یا Табарсараны) یکی از اقوام قفقازی هستند که بومی جمهوری خودمختار داغستان در فدراسیون روسیه به شمار می‌روند. جمعیت آن‌ها بر اساس سرشماری سال ۲۰۱۰ روسیه بیش از ۱۴۶ هزار و ۳۶۰ نفر بوده‌است. چند هزار نفر از آن‌ها هم در سایر کشورهای مستقل همسود مثل اوکراین و قزاقستان، سکونت دارند. این قوم به زبان تبرسرانی از خانواده زبان‌های قفقازی تکلم می‌کنند و دین بیشترشان مسلمان اهل تسنن است.
یلنا ایسینبایوا قهرمان پرش با نیزه جهان از معروف‌ترین افراد این قوم است.